# Poema de Fernán González

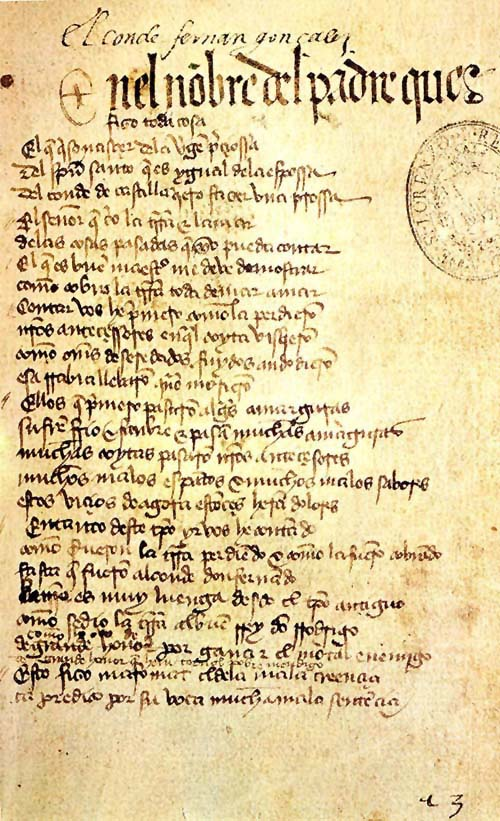
Poema de Fernán González.

El Poema de Fernán González es un poema épico del mester de clerecía cuyo contenido es el de un cantar de gesta que narra diferentes hechos históricos de la vida de este personaje, relevante para la historia de España y de Castilla.

## Transmisión y fecha de composición
El Poema de Fernán González nos ha llegado en un solo códice custodiado en el Monasterio de San Lorenzo de El Escorial; se trata de una copia muy tardía, del siglo XV, en la que intervienen dos manos que modernizan el lenguaje y deturpan considerablemente el texto con numerosas lagunas, algunas tan grandes que incluso falta la parte final: el códice se interrumpe en la estrofa 752, tras presentar la batalla de Valpierre entre el conde y García de Navarra; los filólogos han podido reconstruir lo que falta gracias a la prosificación del mismo que se encuentra en la Primera crónica general, que pasó también a las posteriores salvo a la de 1344, que prefiere seguir el argumento del perdido cantar de gesta en vez del poema del mester de clerecía. Por lo visto existían otros tres códices con la obra, pero se han perdido.
La obra pudo ser redactada por un monje del monasterio de San Pedro de Arlanza, ya que toda la vida del héroe gira en torno a este lugar y parece que el poema tenía por cometido divulgar y sostener un culto sepulcral del mismo, enterrado allí, con el fin de granjearse peregrinos y limosnas. Ramón Menéndez Pidal lo fecha hacia 1255; Marden concluye que se escribió hacia 1250 o muy poco después; desde luego es posterior a los poemas de Gonzalo de Berceo y su modelo, el Libro de Alexandre, puesto que se sirve abundantemente de ellos y en especial de este último.

## Estructura y contenido
Como las demás obras del primer Mester de Clerecía al que pertenece, está compuesto exclusivamente en estrofas de cuaderna vía y verso alejandrino dividido en hemistiquios de siete sílabas. Relata las reiteradas campañas contra las incursiones del califato omeya de Córdoba dirigidas por Almanzor en defensa del Condado de Castilla de Fernán González, sus guerras contra el rey de Navarra, sus debates con el rey de León y su protección al monasterio de San Pedro de Arlanza, donde finalmente reposaron sus restos. La ideología del poema refleja el papel que el conde Fernán González desempeñó en el hecho de que la Castilla primitiva consiguiera una legítima soberanía sobre toda España, debido, en parte, a haberse mantenido desde sus orígenes fuera del alcance de la invasión árabe. La visión de la monarquía visigoda está totalmente idealizada, y se olvidan las numerosas disputas intestinas, intrigas y revueltas palaciegas que terminaron con ella, se cargan las tintas contra los musulmanes en virtud del sentimiento de cruzada que encarna el protagonista, conde de Castilla desde el año 932. Castilla aparece contrastada en tres aspectos: frente al mundo musulmán, compitiendo con Navarra y pretendiendo separarse de León.
El autor no conoce muchos detalles de los hechos históricos, que no quedaron consignados por ningún historiador de la misma época que Fernán González y ni siquiera posteriores a él; la tradición, leyenda o historia se divulgó de forma oral y dio lugar a un perdido cantar de gesta del que sólo nos queda la prosificación; pero esta no es la única fuente del poema: hay huellas de otros textos; entre otras divergencias con el cantar perdido, el poema diluye la rebeldía del conde contra el rey leonés y se procura subrayar la piedad religiosa del conde con intención de ligarlo indisolublemente al monasterio de San Pedro de Arlanza; en el cantar la infancia del conde es ya un anticipo de su vocación caballeresca; es criado por un anciano experto en el ejercicio de las armas que le transmite todas sus habilidades, pero en el poema el niño es misteriosamente robado por un carbonero y criado en la montaña; este episodio no aparece en la tradición anterior y el anónimo poeta lo toma de la tradición folclórica y de otras lecturas para acentuar el contraste entre su origen humilde y su posterior grandeza. Entre otras fuentes, pueden citarse además la Historia Turpini incluida en el Codex Calixtinus compostelano, la Historia gothorum de San Isidoro, el Chronicon mundi de Lucas de Tuy, el De rebus Hispaniae del Toledano, el Liber regum... También se advierte el influjo de la leyenda de San Eustaquio, que inspira el célebre episodio de la profecía, y la tradición oral. En 1960 fue hallada una teja con versos del poema en castellano antiguo en la localidad de Villamartín de Sotoscueva (Merindad de Sotoscueva) en el norte de la provincia de Burgos. La teja está datada del siglo XIV y por lo tanto anterior a la copia del siglo XV.

## Ediciones
El manuscrito fue copiado por Bartolomé José Gallardo y Florencio Janer lo imprimió en el tomo LVII (1864) de la Biblioteca de Autores Españoles. El hispanista Charles Carroll Marden hizo una doble edición paleográfica y crítica, con una introducción y glosario (1904); la del padre Luciano Serrano no es más que una repetición de la de Janer. Modernamente Alonso Zamora Vicente ha hecho una buena edición inspirándose en la de Marden; Ramón Menéndez Pidal hizo una edición del texto para sus Reliquias de la poesía épica española (Madrid, 1951); Erminio Polidori (Roma, 1961) y Juan Victorio han hecho las últimas; una versión modernizada es la publicada por Emilio Alarcos Llorach (Valencia: Castalia, 1955).